# Вышковское городское поселение
Вы́шковское городское поселение — муниципальное образование в северо-западной части Злынковского района Брянской области.
Административный центр — посёлок городского типа Вышков.
Образовано в результате проведения муниципальной реформы в 2005 году, путём слияния дореформенного Вышковского поссовета и Добродеевского сельсовета.
К Вышковскому городскому поселению административно относится анклав Саньково-Медвежье, находящийся внутри территории Добрушского района Гомельской области Белоруссии.

## Население
| 2009  | 2010  | 2011  | 2012  | 2013  | 2014  | 2015  | 2016  | 2017  |
| ----- | ----- | ----- | ----- | ----- | ----- | ----- | ----- | ----- |
| 2804  | ↗3235 | ↘3220 | ↘3137 | ↘3098 | ↘3091 | ↘3035 | ↘3014 | ↗3035 |
| 2018  | 2019  | 2020  | 2021  |       |       |       |       |       |
| ↗3066 | ↗3071 | ↗3167 | ↘2910 |       |       |       |       |       |

## Населённые пункты
| № | Населённый пункт | Тип     | Население |
| - | ---------------- | ------- | --------- |
| 1 | Вышков           | пгт     | ↘2497     |
| 2 | Гута             | деревня | ↘61       |
| 3 | Добродеевка      | село    | ↘440      |
| 4 | Красный Камень   | посёлок | →0        |
| 5 | Любин            | посёлок | →0        |
| 6 | Муравинка        | деревня | ↘5        |
| 7 | Сенное           | деревня | ↘2        |
| 8 | Чехов            | посёлок | →0        |